# Samuel Daniel

Samuel Daniel

Samuel Daniel (Taunton, Somerset, 1562 – 14 oktober 1619) was een Engels dichter.
Hij was de zoon van een muziekleraar en werd opgeleid aan Magdalen Hall, het huidige Hertford College, van de Universiteit van Oxford. Hij verbleef hier drie jaar, maar behaalde er geen graad.
In 1585 werkte hij voor de Engelse ambassadeur in Frankrijk en reisde vandaar naar Italië. Na zijn terugkeer in 1592 werd hij tutor van William Herbert, de latere 3e graaf van Pembroke. Diens  ouders, Mary Herbert en Henry Herbert traden op als mecenas voor diverse kunstenaars, onder wie de bevriende dichter Edmund Spenser en het toneelgezelschap Pembroke's Men. In die ambiance kwam hij tot bloei en in hetzelfde jaar publiceerde hij Delia, een serie sonnetten, en de romance The Complaynt of Rosamond. Ook van anderen ondervond hij steun. In 1603 schreef hij A Panegyric Congratulatory naar aanleiding van de troonsbestijging van  Jacobus I en verwierf mede daardoor in 1604 een plaats aan het hof. Daniel fungeerde een aantal jaren als Poet Laureate, als opvolger van Spenser, maar gaf die positie op ten gunste van Ben Jonson.
In opdracht van koningin Anne, de echtgenote van Jacobus I, schreef hij in 1604 de masque The Vision of the Twelve Goddesses, waarin de koningin zelf optrad. Kort daarop raakte hij in moeilijkheden door het stuk The Tragedy of Philotas, vanwege de gelijkenis met de gebeurtenissen rond Robert Devereux, de graaf van Essex. Hij werd  echter in ere hersteld. Tegen het eind van zijn leven trok Daniel zich terug op zijn boerderij in Somerset.